# Screwed Up Click Representa
Screwed Up Click Representa è il quarto album in studio del rapper statunitense Z-Ro, pubblicato nel 2002.

## Tracce
1. Does It Matter (Intro) – 1:04
2. Real (featuring Lil' O & Kevo) – 4:33
3. Gorilla 'Til I Die (featuring Den Den & Lyrical 187) – 3:46
4. Life (featuring Mr. 3-2 & H2O) – 4:36
5. Gotta Let Go (Skit) – 0:56
6. You Gotta Let Go (featuring Lil' Keke & Billy Cook) – 3:32
7. Tha 3rd Coast (featuring Lil' Keke & Billy Cook) – 4:28
8. Plex – 4:24
9. H.A.T.E. – 4:17
10. Southside Can't Stop (featuring Den Den) – 4:47
11. All Night – 3:56
12. How Does It Feel? (featuring Big Rodsta) – 4:03
13. Freestyle (featuring Bettye Sterling) – 4:46
14. My Sermon – 4:24
15. S.U.C. for Life (featuring K.T.) – 4:08
16. Maintain (featuring H.A.W.K.) – 3:42
17. Final Curtain Call (featuring Pup & Bettye Sterling) – 3:34